# Josefine Hasbo
Josefine Hasbo, född den 20 november 2001, är en dansk fotbollsspelare. Hon representerar Gotham FC i och det danska landslaget.

## Biografi
Hasbo inledde sin seniorkarriär i Ballerup-Skovlunde Fodbold år 2017. Hon har även spelat för Brøndby IF innan hon 2025 kontrakterades av Gotham FC för spel i National Women's Soccer League. Hon har även representerat det danska damlandslaget där hon debuterade 2020.